# 30. februar
Februar har i både den julianske og den gregorianske kalender 28 eller 29 dage. Ikke desto mindre har den 30. februar eksisteret 3 gange i nyere tid.
Sverige besluttede at skifte fra den julianske kalender til den gregorianske kalender ved at udelade alle skudår fra 1700 og 40 år frem. 1700 var derfor ikke skudår i Sverige, men både 1704 og 1708 blev fejlagtigt alligevel skudår. Sveriges kalender var således kommet ud af trit med både den gregorianske og den julianske kalender. For at rette op på dette blev 1712 til dobbelt skudår i Sverige ved at tilføje den 30. februar. Denne dag svarede til den 29. februar i den julianske kalender og den 11. marts i den gregorianske kalender. Sverige skiftede til den gregorianske kalender i 1753 ved at lade den 1. marts efterfølge den 17. februar.
I 1929 introducerede Sovjetunionen en revolutionskalender, hvor alle måneder havde 30 dage[kilde mangler], de resterende 5-6 dage var helligdage udenfor månederne. I 1930 og 1931 havde februar således 30 dage i Sovjetunionen. I 1932 vendte Sovjetunionen tilbage til den gregorianske kalender.
|  | Denne datoartikel kan blive bedre, hvis der indsættes et (bedre) billede Du kan hjælpe ved at afsøge Wikimedia Commons for et passende billede eller uploade et godt billede til Wikimedia Commons iht. de tilladte licenser og indsætte det i artiklen. |